# فیستیندین
فیستیندین (به انگلیسی: Fisetinidin) با فرمول شیمیایی C۱۵H۱۱O۵+ (Cl-) یک ترکیب شیمیایی با شناسه پاب‌کم ۱۶۲۱۲۷۸۲ است. که جرم مولی آن ۳۰۶٫۶۹ g/mol می‌باشد. 